# 糯米鸡 (武汉)

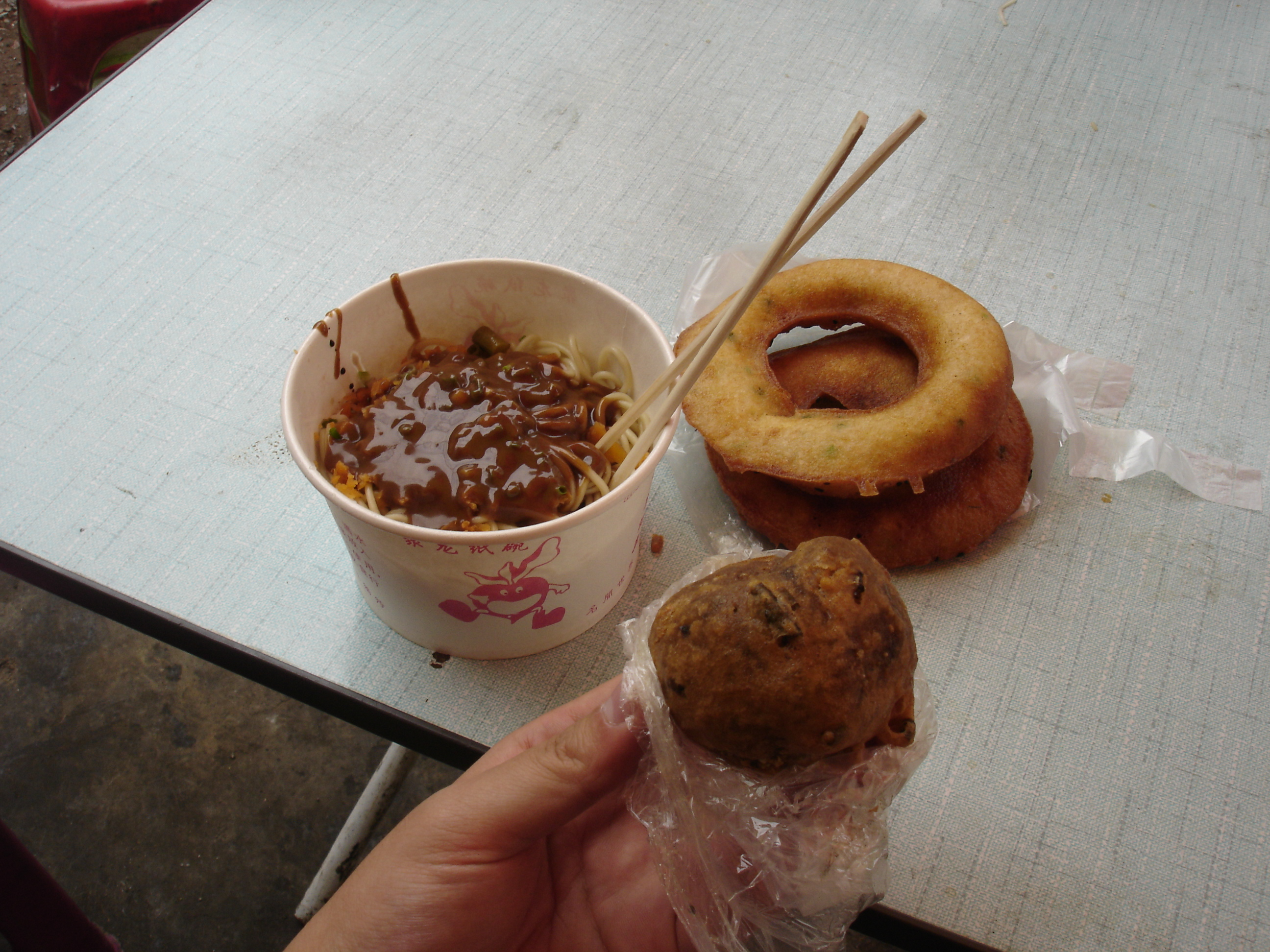
热干面、面窝和糯米鸡

糯米鸡是一种常见的武汉早点。其主料為糯米，是一种油炸食品。不同于廣式糯米雞，在武汉糯米鸡不用荷叶包裹，配料中亦不含鸡肉。

## 制作方式
武汉的糯米鸡是以蒸熟的糯米掺胡椒粉和盐再拌入少量肉末加葱花捏成团子，之后放进油锅炸至金黄后起锅。因为表面炸酥之后凹凸不平如鸡皮故称糯米鸡。

## 特点
因使用油炸的原故，糯米鸡口感上外层焦脆，内裡绵软有肉香。